# 好歌劇
好歌劇（日语：テイエムオペラオー），是日本純種競賽馬匹。生涯稱霸中長途賽事，包括勝出皋月賞、春季天皇賞、秋季天皇賞及有馬紀念等一級賽。因於2000年做出年間無敗的壯舉，而被稱为「世紀末霸王」，並於2004年被選爲日本中央競馬會殿堂馬。

## 出賽前
1996年出生於北海道浦河町杵臼牧場，成長途中被馬主竹園正繼購入。
其後交由栗東訓練中心練馬師岩元市三訓練。

## 競賽生涯

### 3歲（現2歲）
1998年8月15日出戰京都競馬場3歲新馬，由和田龍二策騎，最終於直路上被Classic Stage超越得第二。
賽後陣營發現其有步伐不穩的跡象，安排其進行X光檢查後發現其右後腳骨骨折。最終於陣營商討下將其轉移至北海道門別町（今日高町）賀張共同育成中心接受治療。

### 4歲（現3歲）
1999年1月16日復出出戰4歲未勝利戰，但狀態並未回復僅得第四。
2月6日出戰另一場4歲未勝利戰，成功於最後直路奪得領先位置並一直保持優勢下獲得首勝。
其後出戰條件戰雪柳賞，以3/4馬位優秀輕鬆奪得冠軍。
3月28日出戰每日盃，比賽途中一直保持於前方位置，並於進入直路後開始衝刺，最終跑出全場最快末腳下成功奪得首個分級賽冠軍。
贏得每日盃後，其所累積獎金經已足夠其參加經典三冠賽事，但由於經典三冠報名期早於其骨折休養時經已結束，而陣營於當時鑑於不確定性等因素，並未有向日本中央競馬會登記參賽。於此情況下，對於是否繳交高達200萬日圓追加報名費一事，陣營內部出現分歧。馬主竹園正繼認爲由於皋月賞臨近，與其倉促備戰，不如留力6月之東京優駿（日本打吡），因而反對追加報名。而練馬師岩元市三則認爲好歌劇擁有巨大潛能，希望可以讓其有機會於皋月賞大放異彩。陣營僵持不下之時，當初因同樣原因錯失經典三冠賽事的小栗帽之練馬師瀨戶口勉向好歌劇陣營傳遞訊息，表示肯定好歌劇的潛質並大力支持追加報名。最終於多方面的勸說下，馬主竹園同意繳交追加報名費，並以皋月賞爲目標。
4月18日按計劃出戰皋月賞，獲得第五人氣。比賽開始後，其處於後方位置推進，並於比賽途中逐步爬升。進入直路後處於中團位置的成田路及愛慕織姬相繼加速衝出，並於前方展開纏鬥。此時騎師和田指揮好歌劇於大外檔加速，最終於不斷衝刺下跑出全場最佳末腳超越前方馬匹，以頸位優勢壓過第二名的Osumi Bright奪得首個分級賽冠軍。陣營方面，馬主竹園、練馬師岩元及騎師和田均憑藉此勝利獲得首個一級賽頭銜。
其後出戰東京優駿，雖然此前奪得皋月賞冠軍，但仍然落後成田路及愛慕織姬獲得第三人氣。比賽開始後，其處於中團位置推進，賽事初段保持穩定節奏追走。通過第三彎道後，騎師和田開始指揮其加速，其成功爬升至第四。進入直路後，其保持優勢並搶佔連線的位置，然而於直路中段開始力弱，最終被後上的愛慕織姬及成田路超越得第三。
夏季放草後，於10月10日出戰京都大賞典，首次和年長馬匹決戰。比賽開始後，其繼續選擇中團戰術，啤嘅於通過最後彎道後開始發力，但於未能追上前方鶴丸剛志下又被目白光明超越，最終獲得第三。
其後出戰菊花賞，獲得第二人氣。比賽開始後，於缺乏領放馬的情況下，處於第一的馬匹以64.3秒的超慢步速通過1000米標示，而其則保持穩定節奏於中團靠後位置推進。比賽進行至中後段時，騎師和田吸取上場比賽教訓下決定繼續留力，然而其留力戰術矯枉過正，導致進入直路後好歌劇過遲加速，未能成功超越較早時經已衝出馬群的成田路。最終，其以頸位差距落敗得第二。
12月4日出戰長途馬錦標，比賽途中其處於先頭位置，於進入直路後發力衝刺，可惜仍未能超越前方的Painted Black，最終再次以頸位差距落敗。
其後出戰有馬紀念，雖然其於比賽初段保持穩定且良好的節奏，但於進入直路後明顯受到此前連戰長途賽的影響，勢頭開始減弱並有些微失速徵兆，最終敗給草上飛及特別週獲得第三。
年末，由於其於皋月賞的優秀表現，以127票當選最佳4歲雄馬。

### 5歲（現4歲）
2000年首戰爲京都紀念，最終於直路上成功衝出加速，以頸位壓過成田路奪冠。
其後出戰阪神大賞典，再次於直路跑出凌厲的姿勢，以2 1/2馬位優勢奪冠。
4月30日出戰春季天皇賞，獲得第一人氣。比賽開始後，其處於中團位置推進，並於通過第二彎道後隨即加速上前，通過第四彎道時經已進佔前方位置。進入直路後，其再次發力加速，超越前方的成田路，並於直路中段保持速度抵擋後方淘氣鈴鹿的來襲。最終於其奮力衝刺之下，以3/4馬位優勢再次贏得一級賽冠軍。
6月25日出戰寶塚紀念，面對上年度有馬紀念冠軍草上飛，其仍然以1.9倍獨贏賠率獲得第一人氣。比賽開始後，其選擇於中團位置追走，有別於春季天皇賞的提早加速，是次比賽其於進入直路才開始發力，並於成功跑出全場最佳末腳的情況下以頸位壓過第二的名將戶仁奪得冠軍。
夏季放草後出戰秋季首戰京都大賞典，並再次以輕鬆的姿態奪得冠軍。
10月26日出戰秋季天皇賞，再次壓倒性地獲得第一人氣。比賽開始後，其處於先頭位置追走，以穩定的速度通過第三彎道。進入直路後，其發揮其優勢的末腳速度加速，於直路中段經已拋離對手約莫1馬位，最終於其繼續加速下，以2 1/2馬位優勢奪冠。憑藉此次勝利，好歌劇成功成爲計1988年玉藻十字和1999年特別週後第三匹稱霸春秋天皇賞的賽駒，亦成爲日本賽馬史上首匹於中央四大競馬場均勝出一級賽的賽駒。
其後出戰日本盃，再次於直路上展現強大的統治力，成功贏過名將戶仁及奇異光芒等強敵獲得冠軍，其亦憑藉此勝利累積超過12億日圓的獎金，超越特別週成爲日本獎金王。
12月24日出戰有馬紀念，比賽開始後其於後方推進，以較後位置通過最後彎道。進入最後直路後，由於其處於後方且被馬群包圍，並沒有空間讓其衝出加速。然而最後300米時，處於好歌劇身旁的名將戶仁加速衝刺，以成田路則因體力不支失速，導致其前方出現短暫的缺口並組成望空狀態。最終其成功捉緊此機會突破，並於最後關頭透出，以鼻位壓過名將戶仁奪得冠軍。憑藉此次勝利，其成功打破多項紀錄，包括成爲日本史上首匹稱霸所有古馬中長途一級賽及秋季古馬三冠的賽駒，更因做出年間無敗的戰績而被冠以「世紀末霸王」的稱號。
年末，鑑於其於年間完全無敵的表現，於評選中以全票296票當選最佳5歲及以上雄馬及日本馬王。

### 5歲[a]
2001年首戰爲產經大阪盃，然而由於此前因大雪而滯留福島縣磐城市競走馬綜合研究所常盤分所（今競走馬康復中心），未能得到訓練下狀態不佳，最終以第四名完賽。
其後出戰春季天皇賞，再次獲得第一人氣，比賽開始後，前方領放馬Tagajo Noble跑出前1000米58.3秒的超高步速，而好歌劇則於中團位置推進。進入直路後，前方的成田路一度取得領先優勢，但此時好歌劇亦開始加速，最終於直路中段超越成田路，並繼續衝刺抵擋名將戶仁的追擊，以1/2馬位奪得冠軍。是次勝利，不但令好歌劇成爲繼目白麥昆後第二匹連霸春季天皇賞的賽駒，亦爲其帶來第七個一級賽頭銜，成功追平「皇帝」魯鐸象徵的紀錄。
6月24日出戰寶塚紀念，比賽途中再次遭遇馬群包圍，最終未能如有馬紀念時突破封鎖，以1 1/4馬位差距獲得第二。
10月7日出戰京都大賞典，於比賽途中一直保持於前方位置，並以第二名衝線。然而賽後審議判定第一名衝線的黃金旅程於直路上的斜行爲造成成田路騎師渡邊薰彥落馬的主因，因而判處黃金旅程失去比賽資格的處罰，好歌劇得以遞補成爲冠軍。
其後出戰秋季天皇賞及日本盃，均獲得亞軍。
12月23日出戰有馬紀念，雖然順利通過第四彎道進入直路，但於直路上被衝出曼城茶座些微阻擋衝刺路線，最終無法有效加速下，以第五名完賽。
其後陣營宣佈安排其退役，並於2002年1月13日和老對手名將戶仁一同於京都競馬場舉行退役儀式。

### 詳細賽績
| 日期       | 舉辦國家 | 馬場 | 距離   | 級別 | 賽事名稱   | 負重 | 騎師     | 馬號 | 出賽 | 名次 | 時間   | 頭馬（二馬）         |
| ---------- | -------- | ---- | ------ | ---- | ---------- | ---- | -------- | ---- | ---- | ---- | ------ | -------------------- |
| 1998/8/15  | 日本     | 京都 | 草1600 |      | 3歲新馬    | 52   | 和田龍二 | 8    | 12   | 2    | 1:36.7 | Classic Stage        |
| 1999/1/16  | 日本     | 京都 | 草1400 |      | 4歲未勝利  | 54   | 和田龍二 | 12   | 16   | 4    | 1:28.0 | Zenno Hoinbo         |
| 1999/2/6   | 日本     | 京都 | 泥1800 |      | 4歲未勝利  | 54   | 和田龍二 | 2    | 10   | 1    | 1:55.6 | （Himino Commander） |
| 1999/2/27  | 日本     | 阪神 | 草2000 |      | 雪柳賞     | 55   | 和田龍二 | 13   | 14   | 1    | 2:05.3 | （Uncle Through）    |
| 1999/3/28  | 日本     | 阪神 | 草2000 | GIII | 毎日盃     | 55   | 和田龍二 | 1    | 14   | 1    | 2:04.1 | （Tagano Brian）     |
| 1999/4/18  | 日本     | 中山 | 草2000 | GI   | 皋月賞     | 57   | 和田龍二 | 12   | 17   | 1    | 2:00.7 | （Osumi Bright）     |
| 1999/6/6   | 日本     | 東京 | 草2400 | GI   | 東京優駿   | 57   | 和田龍二 | 14   | 18   | 3    | 2:25.6 | 愛慕織姬             |
| 1999/10/10 | 日本     | 京都 | 草2400 | GII  | 京都大賞典 | 57   | 和田龍二 | 10   | 10   | 3    | 2:24.4 | 鶴丸剛志             |
| 1999/11/7  | 日本     | 京都 | 草3000 | GI   | 菊花賞     | 57   | 和田龍二 | 4    | 15   | 2    | 3:07.7 | 成田路               |
| 1999/12/4  | 日本     | 中山 | 草3600 | GII  | 長途馬錦標 | 57   | 和田龍二 | 10   | 14   | 2    | 3:46.2 | Painted Black        |
| 1999/12/26 | 日本     | 中山 | 草2500 | GI   | 有馬記念   | 55   | 和田龍二 | 11   | 14   | 3    | 2:37.2 | 草上飛               |
| 2000/2/20  | 日本     | 京都 | 草2200 | GII  | 京都記念   | 57   | 和田龍二 | 8    | 11   | 1    | 2:13.8 | （成田路）           |
| 2000/3/19  | 日本     | 阪神 | 草3000 | GII  | 阪神大賞典 | 58   | 和田龍二 | 1    | 9    | 1    | 3:09.4 | （淘氣鈴鹿）         |
| 2000/4/30  | 日本     | 京都 | 草3200 | GI   | 春季天皇賞 | 58   | 和田龍二 | 5    | 12   | 1    | 3:17.6 | （淘氣鈴鹿）         |
| 2000/6/25  | 日本     | 阪神 | 草2200 | GI   | 寶塚紀念   | 58   | 和田龍二 | 1    | 11   | 1    | 2:13.8 | （名將戶仁）         |
| 2000/10/8  | 日本     | 京都 | 草2400 | GII  | 京都大賞典 | 59   | 和田龍二 | 1    | 12   | 1    | 2:26.0 | （成田路）           |
| 2000/10/29 | 日本     | 東京 | 草2000 | GI   | 秋季天皇賞 | 58   | 和田龍二 | 13   | 16   | 1    | 1:59.9 | （名將戶仁）         |
| 2000/11/26 | 日本     | 東京 | 草2400 | GI   | 日本盃     | 57   | 和田龍二 | 8    | 16   | 1    | 2:26.1 | （名將戶仁）         |
| 2000/12/24 | 日本     | 中山 | 草2500 | GI   | 有馬紀念   | 57   | 和田龍二 | 7    | 16   | 1    | 2:34.1 | （名將戶仁）         |
| 2001/4/1   | 日本     | 阪神 | 草2000 | GII  | 產經大阪盃 | 59   | 和田龍二 | 14   | 14   | 4    | 1:58.7 | Toho Dream           |
| 2001/4/29  | 日本     | 京都 | 草3200 | GI   | 春季天皇賞 | 58   | 和田龍二 | 1    | 12   | 1    | 3:16.2 | （名將戶仁）         |
| 2001/6/24  | 日本     | 阪神 | 草2200 | GI   | 寶塚紀念   | 58   | 和田龍二 | 4    | 12   | 2    | 2:11.9 | 名將戶仁             |
| 2001/10/7  | 日本     | 京都 | 草2400 | GII  | 京都大賞典 | 59   | 和田龍二 | 5    | 7    | 1    | 2:25.0 | （末廣統領）         |
| 2001/10/28 | 日本     | 東京 | 草2000 | GI   | 秋季天皇賞 | 58   | 和田龍二 | 6    | 13   | 2    | 2:02.2 | 愛麗數碼             |
| 2001/11/25 | 日本     | 東京 | 草2400 | GI   | 日本盃     | 57   | 和田龍二 | 4    | 13   | 2    | 2:23.8 | 森林寶穴             |
| 2001/12/23 | 日本     | 中山 | 草2500 | GI   | 有馬紀念   | 57   | 和田龍二 | 12   | 13   | 5    | 2:33.3 | 曼城茶座             |

a 由2001年開始，日本跟隨國際馬齡顯示標準，以實歲標記馬匹

## 退役後
2004年，好歌劇被選出為日本中央競馬會第27匹殿堂馬，在172票當中獲得151票。
退役後，好歌劇成爲了配種馬，於北海道浦河町East Stud及北海道門別町（今日高町）日高輕種馬農協門別種馬場輪流休養，在2002年進行配種，配種費爲500萬日圓。首批子嗣於2003年出生。首批子嗣可於2005年出賽。2008年5月17日，T M Toppazure在京都跳欄錦標取勝，成爲首匹在分級賽取勝的子嗣。
2010年6月因日高輕種馬農協門別種馬場關閉，被轉移至北海道日高町TM牧場日高分場，於11月再次被轉移至北海道新日高町Lex Stud。其後第三度轉移休養地，最終於北海道新冠町白馬牧場落腳。
2018年5月17日，因放草時發生心臟麻痹死亡，享年22歲。
2018年6月24日，好歌劇的主戰騎手和田龍二，策騎覓奇火箭用當年輸給名將怒濤的同樣閘位、同樣日期贏下寶塚紀念，或許正是天註定，雖然好歌劇已逝世，17年的約定結局，成了一個帶有遺憾但圓滿落幕的佳話，更以此在賽馬圈子中廣為流傳。

### 主要子嗣

#### 分級賽優勝子嗣
2003年生
- T M Toppazure（京都跳欄錦標、京都跳欄賽、東京跳欄賽）
- T M Ace（東京跳欄賽）

## 血統簡介
父系歌劇院爲英國賽駒，生涯戰績彪炳，曾勝出三項一級賽。祖父鞍井匠爲美國生產的英國賽駒，生涯戰績優勢，曾勝出愛爾蘭二千堅尼及日蝕大賽等賽事，配種成績亦極爲優秀，爲當時著名種馬之一。
母系Once Wed爲美國馬匹，生涯無出賽紀錄。外祖父害羞新郎爲法國賽駒，生涯戰績優秀，曾勝出法國二千堅尼等五項一級賽。

### 血統表
| 父線：鞍匠井系（北地舞人系）              |                          |                    |              |
| 種馬 歌劇院 1988年（棗色）                | 鞍匠井 1981年（棗色）    | 北地舞人           | 新北區       |
| 種馬 歌劇院 1988年（棗色）                | 鞍匠井 1981年（棗色）    | 北地舞人           | Natalma      |
| 種馬 歌劇院 1988年（棗色）                | 鞍匠井 1981年（棗色）    | Fairy Bridge       | Bold Reason  |
| 種馬 歌劇院 1988年（棗色）                | 鞍匠井 1981年（棗色）    | Fairy Bridge       | Special      |
| 種馬 歌劇院 1988年（棗色）                | Colorspin 1983年（棗色） | High Top           | Derring-Go   |
| 種馬 歌劇院 1988年（棗色）                | Colorspin 1983年（棗色） | High Top           | Camenae      |
| 種馬 歌劇院 1988年（棗色）                | Colorspin 1983年（棗色） | Reprocolor         | Jimmy Peppin |
| 種馬 歌劇院 1988年（棗色）                | Colorspin 1983年（棗色） | Reprocolor         | Blue Queen   |
| 繁殖雌馬 Once Wed 1984年（栗色）          | 害羞新郎 1974年（栗色）  | Red God            | Nasrullah    |
| 繁殖雌馬 Once Wed 1984年（栗色）          | 害羞新郎 1974年（栗色）  | Red God            | Spring Run   |
| 繁殖雌馬 Once Wed 1984年（栗色）          | 害羞新郎 1974年（栗色）  | Runaway Bride      | Wild Risk    |
| 繁殖雌馬 Once Wed 1984年（栗色）          | 害羞新郎 1974年（栗色）  | Runaway Bride      | Aimee        |
| 繁殖雌馬 Once Wed 1984年（栗色）          | Noura 1978年（深棗色）   | Key to the Kingdom | 勇者帝王     |
| 繁殖雌馬 Once Wed 1984年（栗色）          | Noura 1978年（深棗色）   | Key to the Kingdom | Key Bridge   |
| 繁殖雌馬 Once Wed 1984年（栗色）          | Noura 1978年（深棗色）   | River Guide        | Drone        |
| 繁殖雌馬 Once Wed 1984年（栗色）          | Noura 1978年（深棗色）   | River Guide        | Blue Canoe   |
| 雌系：Blue Canoe系（號族：4-m）           |                          |                    |              |
| 五代內近親交配：Nasrullah 4×5、Nearco 5×5 |                          |                    |              |

## 命名由來
名字中，T.M.（テイエム）是馬主竹園正繼冠名，出自其姓氏竹園羅馬化後的首字母「T」及名字正繼羅馬化後的首字母「M」，Opera O（オペラオー）則帶有「歌劇之王」的意思，繼承自父系歌劇院的名字。香港方面，鑑於四字馬名的上限忽略冠名部分，翻譯为「好歌劇」，而考慮冠名部分後，亦有諸如「TM歌劇王」及「竹正歌劇王」等譯名。

## 外部連結
- 好歌劇 netkeiba.com （页面存档备份，存于）
- 血統表 （页面存档备份，存于）